# Карлос Делфино
Карлос Делфино (шп. Carlos Delfino; Санта Фе, Аргентина, 29. август 1982) аргентински је кошаркаш. Игра на позицијама бека и крила.

## Каријера

### Клупска
Каријеру је почео у родној Аргентини, а затим наставио у Италији у редовима Ређо Калабрије и Фортитуда, да би 2003. године био биран на НБА драфту од стране Детроит пистонса као 25. пик прве рунде. Играо је три сезоне за Пистонсе, потом се преселио у Торонто где је играо годину дана. Након епизоде у Канади, враћа се на "Стари континент" где годину дана брани боје руског Химкија. Након тога поново одлази преко "баре", овога пута у Милвоки баксе у којима се задржао три године. После је годину дана играо за Хјустон рокетсе, па се вратио у Милвоки, али је крајем августа 2014. трејдован у Лос Анђелес клиперсе заједно са Мирославом Радуљицом. Ипак, обојица су убрзо били отпуштени од стране екипе из Стејплс центра.

### Репрезентативна
Са репрезентацијом Аргентине је освојио златну медаљу на Олимпијским играма 2004, и бронзану медаљу четири године касније на Олимпијским играма у Пекингу.